# Pádraig Harrington

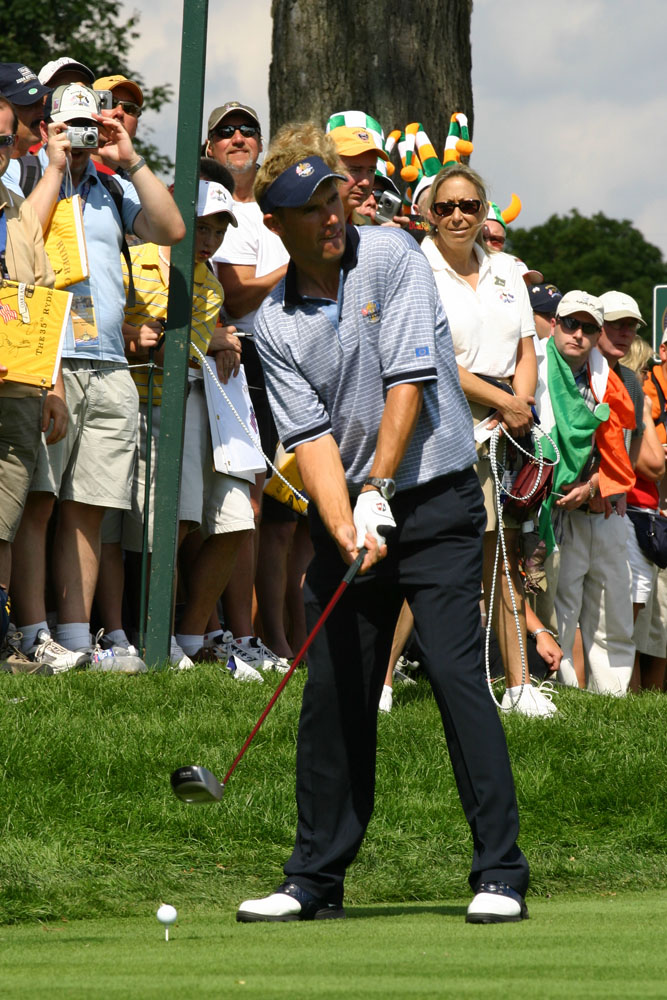
Padraig Harrington

Padraig Harrington, född 31 augusti 1971 i Ballyroan i Dublin, är en irländsk golfspelare.
Efter en framgångsrik amatörkarriär med segrar i bland annat Walker Cup med Storbritannien och Irland 1995 blev Harrington professionell senare samma år. Han spelade PGA European Tour (Europatouren) 1996.
Hans första seger som proffs kom snabbt då han vann 1996 års Spanish Open, men under de kommande åren så var det mest anmärkningsvärda att han slutade tvåa i väldigt många tävlingar. I slutet av 1999 kom han tvåa i fem tävlingar på Europatouren. 2000 började han dock att vinna tävlingar och fram till 2004 vann han minst en tävling per år. Han har slutat bland de tio bästa i Europatourens penningliga sju gånger och hans bästa placering var en tredjeplats 2003 och 2004.
Från omkring 2000 började Harrington att spela allt mer i USA i majortävlingarna och World Golf Championships som inbjuden av sponsorer. Han vann sin första tävling i USA i Target World Challenge 2002, en tävling som inte ingår i den amerikanska PGA-touren. 2003 och 2004 blev han tvåa i den prestigefyllda tävlingen The Players Championship och 2004 spelade han in tillräckligt med pengar för att bli inbjuden till avslutningstävlingen på PGA-touren, The Tour Championship. Han blev medlem på PGA-touren 2005 och i mars det året vann han sin första PGA-tävling, Honda Classic, där han besegrade Vijay Singh och Joe Ogilvie i särspel. 2007 vann han sin första majorseger då han efter särspel besegrade Sergio García i The Open Championship. Året efter, 2008, försvarade Harrington sitt mästerskap i The Open, då han vann på Royal Birkdale efter bland annat ett fantastiskt inspel på det 17:e hålet. Samma år vann han PGA Championship och blev därmed den förste europé som hade vunnit två majors i rad under samma år.
Harrington har under en lång tid legat bland de tio bästa i golfens världsranking med en tredjeplats som bäst. Han har spelat med det europeiska Ryder Cup-laget fyra gånger, 1999, 2002, 2004 och 2006.

## Meriter

### Majorsegrar
- 2008 The Open Championship, PGA Championship
- 2007 The Open Championship

### Segrar på PGA-touren
- 2015 Honda Classic
- 2005 Honda Classic, Barclays Classic

### Segrar på Europatouren
- 1996 Peugeot Spanish Open
- 2000 Brazil São Paulo 500 Years Open, BBVA Open Turespaña Masters Comunidad de Madrid
- 2001 Volvo Masters Andalucia
- 2002 Dunhill Links Championship
- 2003 Deutsche Bank - SAP Open TPC of Europe, BMW Asian Open
- 2004 Linde German Masters, Omega Hong Kong Open

### Övriga segrar
- 1991 Sherry Cup
- 1994 West of Ireland Amateur
- 1995 Irish Amateur Open Championship, Irish Amateur Closed Championship
- 1998 Irish PGA Championship
- 2002 Target World Challenge
- 2004 Irish PGA Championship
- 2005 Irish PGA Championship

### Lagtävlingar
- Walker Cup: 1991, 1993, 1995 (segrare)
- Ryder Cup: 1999, 2002 (segrare), 2004 (segrare), 2006 (segrare), 2008
- Alfred Dunhill Cup: 1996, 1997, 1998, 1999, 2000
- World Cup: 1996, 1997 (segrare), 1998, 1999, 2000, 2001, 2002, 2003, 2004, 2005
- The Seve Trophy: 2000, 2002 (segrare), 2003 (segrare), 2005 (segrare)